# Тапачула де Кордова и Ордоњез (Тапачула)
Тапачула де Кордова и Ордоњез (шп. Tapachula de Córdova y Ordóñez) насеље је у Мексику у савезној држави Чијапас у општини Тапачула. Насеље се налази на надморској висини од 177 м.

## Становништво
Према подацима из 2010. године у насељу је живело 202672 становника.

### Хронологија
| Година       | 2000                   | 2005                    | 2010                    |
| ------------ | ---------------------- | ----------------------- | ----------------------- |
| Становништво | 179839 (85062 / 94777) | 189991 (89352 / 100639) | 202672 (95450 / 107222) |

### Попис
| \| \| м \| \| \| ж \| \| 0—2 \| 5.665 \| \| \| 5.447 \| \| 3—5 \| 5.963 \| \| \| 5.695 \| \| 6—11 \| 11.790 \| \| \| 11.059 \| \| 12—14 \| 5.537 \| \| \| 5.545 \| \| 15—17 \| 6.010 \| \| \| 6.369 \| \| 18—24 \| 12.354 \| \| \| 14.600 \| \| 60+ \| 7.506 \| \| \| 9.563 \| \| Просек : \| 28,4 \| \| \| 30,1 \| |        |  |  |        |
| |        |  |  |        |
| | м      |  |  | ж      |
| 0—2 | 5.665  |  |  | 5.447  |
| 3—5 | 5.963  |  |  | 5.695  |
| 6—11 | 11.790 |  |  | 11.059 |
| 12—14 | 5.537  |  |  | 5.545  |
| 15—17 | 6.010  |  |  | 6.369  |
| 18—24 | 12.354 |  |  | 14.600 |
| 60+ | 7.506  |  |  | 9.563  |
| Просек : | 28,4   |  |  | 30,1   |

| #   | Индикатор                                                                                        | Вредност |
| --- | ------------------------------------------------------------------------------------------------ | -------- |
| 1   | Становништво од 0 до 2 године                                                                    | 11112    |
| 2   | Мушко становништво од 0 до 2 године                                                              | 5665     |
| 3   | Женско становништво од 0 до 2 године                                                             | 5447     |
| 4   | Становништво са 3 и више година                                                                  | 191150   |
| 5   | Мушко становништво са 3 и више година                                                            | 89588    |
| 6   | Женско становништво са 3 и више година                                                           | 101562   |
| 7   | Становништво са 5 и више година                                                                  | 183303   |
| 8   | Мушко становништво са 5 и више година                                                            | 85573    |
| 9   | Женско становништво са 5 и више година                                                           | 97730    |
| 10  | Становништво са 12 и више година                                                                 | 156643   |
| 11  | Мушко становништво са 12 и више година                                                           | 71835    |
| 12  | Женско становништво са 12 и више година                                                          | 84808    |
| 13  | Становништво са 15 и више година                                                                 | 145561   |
| 14  | Мушко становништво са 15 и више година                                                           | 66298    |
| 15  | Женско становништво са 15 и више година                                                          | 79263    |
| 16  | Становништво са 18 и више година                                                                 | 133182   |
| 17  | Мушко становништво са 18 и више година                                                           | 60288    |
| 18  | Женско становништво са 18 и више година                                                          | 72894    |
| 19  | Становништво од 3 до 5 година                                                                    | 11658    |
| 20  | Мушко становништво од 3 до 5 година                                                              | 5963     |
| 21  | Женско становништво од 3 до 5 година                                                             | 5695     |
| 22  | Становништво од 6 до 11 година                                                                   | 22849    |
| 23  | Мушко становништво од 6 до 11 година                                                             | 11790    |
| 24  | Женско становништво од 6 до 11 година                                                            | 11059    |
| 25  | Становништво од 8 до 14 година                                                                   | 26402    |
| 26  | Мушко становништво од 8 до 14 година                                                             | 13440    |
| 27  | Женско становништво од 8 до 14 година                                                            | 12962    |
| 28  | Становништво од 12 до 14 година                                                                  | 11082    |
| 29  | Мушко становништво од 12 до 14 година                                                            | 5537     |
| 30  | Женско становништво од 12 до 14 година                                                           | 5545     |
| 31  | Становништво од 15 до 17 година                                                                  | 12379    |
| 32  | Мушко становништво од 15 до 17 година                                                            | 6010     |
| 33  | Женско становништво од 15 до 17 година                                                           | 6369     |
| 34  | Становништво од 18 до 24 године                                                                  | 26954    |
| 35  | Мушко становништво од 18 до 24 године                                                            | 12354    |
| 36  | Женско становништво од 18 до 24 године                                                           | 14600    |
| 37  | Женско становништво од 15 до 49 година                                                           | 60601    |
| 38  | Становништво са 60 и више година                                                                 | 17069    |
| 39  | Мушко становништво са 60 и више година                                                           | 7506     |
| 40  | Женско становништво са 60 и више година                                                          | 9563     |
| 41  | Однос између мушкараца и жена                                                                    | 89.02    |
| 42  | Становништво од нуле до 14 година                                                                | 56701    |
| 43  | Становништво од 15 до 64 године                                                                  | 134070   |
| 44  | Становништво од 65 година и више                                                                 | 11491    |
| 45  | Просечан број деце                                                                               | 1.98     |
| 46  | Становништво рођено у ентитету                                                                   | 180980   |
| 47  | Мушко становништво рођено у ентитету                                                             | 85175    |
| 48  | Женско становништво рођено у ентитету                                                            | 95805    |
| 49  | Становништво рођено у другом ентитету                                                            | 13850    |
| 50  | Мушко становништво рођено у другом ентитету                                                      | 7070     |
| 51  | Женско становништво рођено у другом ентитету                                                     | 6780     |
| 52  | Становништво од 5 година и више резидентно у ентитету у јуну 2005. године                        | 175540   |
| 53  | Мушко становништво старосног доба од 5 година и више, резидентно у ентитету у јуну 2005. године  | 81705    |
| 54  | Женско становништво старосног доба од 5 и више година, резидентно у ентитету у јуну 2005. године | 93835    |
| 55  | Становништво од 5 година и више које је живело у другом ентитету у јуну 2005. године             | 4409     |
| 56  | Мушко становништво старије од 5 година које је живело у другом ентитету у јуну 2005. године      | 2269     |
| 57  | Женско становништво старије од 5 година које је живело у другом ентитету у јуну 2005. године     | 2140     |
| 58  | Становништво од 3 године и више које говори аутохтони језик                                      | 874      |
| 59  | Мушко становништво старо 3 године и више које говори аутохтони језик                             | 453      |
| 60  | Женско становништво старо 3 године и више које говори аутохтони језик                            | 421      |
| 61  | Становништво од 3 године и више које говори аутохтони језик и не говори шпански језик            | 0        |
| 62  | Мушко становништво старо 3 године и више које говори аутохтони језик и не говори шпански         | 0        |
| 63  | Женско становништво старо 3 године и више које говори аутохтони језик и не говори шпански језик  | 0        |
| 64  | Становништво старо 3 године и више које говори аутохтони језик и шпански                         | 676      |
| 65  | Мушко становништво старо 3 године и више које говори аутохтони језик и шпански                   | 352      |
| 66  | Женско становништво старо 3 године и више које говори аутохтони језик и шпански                  | 324      |
| 67  | Становништво од 5 година и више које говори аутохтони језик                                      | 867      |
| 68  | Становништво од 5 година и више које говори аутохтони језик и не говори шпански језик            | 0        |
| 69  | Становништво од 5 година и више које говори аутохтони језик и говори шпански језик               | 673      |
| 70  | Становништво у домородачким домаћинствима                                                        | 1861     |
| 71  | Становништво са ограничењима у активностима                                                      | 6391     |
| 72  | Становништво са ограниченим ходањем или кретањем, горе или доле                                  | 3255     |
| 73  | Становници са ограничењима вида, чак и уз кориштење сочива                                       | 2074     |
| 74  | Становништво са ограничењима говора, комуникације или конверзације                               | 764      |
| 75  | Становништво са ограниченим слухом                                                               | 696      |
| 76  | Становништво са ограничењима при одевању, купању или јелу                                        | 378      |
| 77  | Становништво са ограничењима у опажању или учењу једноставних ствари                             | 257      |
| 78  | Становништво са менталним ограничењима                                                           | 629      |
| 79  | Становништво без ограничења активности                                                           | 194658   |
| 80  | Становништво од 3 до 5 година које не похађа школу                                               | 5142     |
| 81  | Мушко становништво од 3 до 5 година које не похађа школу                                         | 2639     |
| 82  | Женско становништво од 3 до 5 година које не похађа школу                                        | 2503     |
| 83  | Становништво од 6 до 11 година које не похађа школу                                              | 999      |
| 84  | Мушко становништво од 6 до 11 година које не похађа школу                                        | 527      |
| 85  | Женско становништво од 6 до 11 година које не похађа школу                                       | 472      |
| 86  | Становништво од 12 до 14 година које не похађа школу                                             | 795      |
| 87  | Мушко становништво од 12 до 14 година које не похађа школу                                       | 375      |
| 88  | Женско становништво од 12 до 14 година које не похађа школу                                      | 420      |
| 89  | Становништво од 15 до 17 година похађа школу                                                     | 9481     |
| 90  | Мушко становништво од 15 до 17 година похађа школу                                               | 4686     |
| 91  | Женско становништво између 15 и 17 година живота у школи                                         | 4795     |
| 92  | Становништво од 18 до 24 године похађа школу                                                     | 9779     |
| 93  | Мушко становништво од 18 до 24 године похађа школу                                               | 4774     |
| 94  | Женско становништво од 18 до 24 године похађа школу                                              | 5005     |
| 95  | Становништво од 8 до 14 година које не може да чита и пише                                       | 769      |
| 96  | Мушко становништво старосног доба од 8 до 14 година које не може да чита и пише                  | 400      |
| 97  | Женско становништво старосног доби од 8 до 14 година које не може да чита и пише                 | 369      |
| 98  | Становништво од 15 година и више које је неписмено                                               | 8032     |
| 99  | Мушко становништво од 15 година и више које је неписмено                                         | 2282     |
| 100 | Женско становништво од 15 година и више које је неписмено                                        | 5750     |
| 101 | Становништво старо 15 и више година без школовања                                                | 10111    |
| 102 | Мушко становништво старо 15 и више година без школовања                                          | 3329     |
| 103 | Женско становништво старо 15 и више година без школовања                                         | 6782     |
| 104 | Становништво старосног доба 15 и више година са непотпуним основним образовањем                  | 15093    |
| 105 | Мушко становништво старосног доба од 15 година и више са непотпуном основним образовањем         | 6245     |
| 106 | Женско становништво старосног доба 15 и више година са непотпуном основним образовањем           | 8848     |
| 107 | Становништво старо 15 и више година са комплетним основним образовањем                           | 19577    |
| 108 | Мушко становништво старо 15 година и више са комплетним основним образовањем                     | 8453     |
| 109 | Женско становништво старо 15 и више година са комплетним основним образовањем                    | 11124    |
| 110 | Становништво старосног доба 15 и више година са непотпуним средњим образовањем                   | 6455     |
| 111 | Мушко становништво старосног доба од 15 година и више са непотпуним средњим образовањем          | 3256     |
| 112 | Женско становништво старосног доба од 15 година и више са непотпуним средњим образовањем         | 3199     |
| 113 | Становништво старо 15 и више година са пуним секундарном образовањем                             | 26852    |
| 114 | Мушко становништво старосног доба од 15 година и више са пуним секундарном образовањем           | 11945    |
| 115 | Женско становништво старосног доба од 15 година и више са пуним секундарном образовањем          | 14907    |
| 116 | Становништво старије од 18 година са постосновним образовањем                                    | 61954    |
| 117 | Мушко становништво старије од 18 година са постосновним образовањем                              | 30652    |
| 118 | Женско становништво старије од 18 година са постосновним образовањем                             | 31302    |
| 119 | Просечна оцена школовања                                                                         | 9.5      |
| 120 | Просечан ниво образовања мушке популације                                                        | 9.99     |
| 121 | Просечан ниво образовања женског становништва                                                    | 9.09     |
| 122 | Економски активно становништво                                                                   | 86588    |
| 123 | Економски активна мушка популација                                                               | 51884    |
| 124 | Економски активна женска популација                                                              | 34704    |
| 125 | Становништво које није економски активно                                                         | 69466    |
| 126 | Мушко становништво које није економски активно                                                   | 19617    |
| 127 | Женско становништво које није економски активно                                                  | 49849    |
| 128 | Запослено становништво                                                                           | 83990    |
| 129 | Запослено мушко становништво                                                                     | 50062    |
| 130 | Запослено женско становништво                                                                    | 33928    |
| 131 | Незапослена популација                                                                           | 2598     |
| 132 | Незапослена мушка популација                                                                     | 1822     |
| 133 | Незапослена женска популација                                                                    | 776      |
| 134 | Становништво без права на здравствене услуге                                                     | 72556    |
| 135 | Становништво које има право на здравствене услуге                                                | 129194   |
| 136 | Становништво које има право на ИМСС                                                              | 67423    |
| 137 | Становништво које има право на социјално осигурање                                               | 16298    |
| 138 | Становништво које има право на државно социјално осигурање                                       | 4393     |
| 139 | Становништво које има право на опште осигурање или здравствено осигурање за нову генерацију      | 33653    |
| 140 | Становништво које је било једном или није било у браку током 12 година и више                    | 55250    |
| 141 | Венчано или уједињено становништво од 12 година и више                                           | 81561    |
| 142 | Становништво које је било у браку или уједињено 12 година и више                                 | 19542    |
| 143 | Становништво са католичком религијом                                                             | 123353   |
| 144 | Протестанти, еванђелисти и библијски следбеници различити од еванђелиста                         | 46514    |
| 145 | Становништво са другим религијама различитим од претходних                                       | 96       |
| 146 | Становништво без религије                                                                        | 31144    |
| 147 | Укупно пописаних домаћинства                                                                     | 54315    |
| 148 | Пописна домаћинства на челу са мушкарцима                                                        | 36653    |
| 149 | Пописна домаћинства на челу са женама                                                            | 17662    |
| 150 | Становништво у пописним домаћинствима                                                            | 202087   |
| 151 | Становништво у пописним домаћинствима на челу са мушкарцима                                      | 141867   |
| 152 | Становништво у пописним домаћинствима на челу са женама                                          | 60220    |
| 153 | Укупно домаћинстава                                                                              | 66434    |
| 154 | Укупно насељених домаћинстава                                                                    | 54443    |
| 155 | Укупно приватних кућа                                                                            | 66306    |
| 156 | Насељени приватни домови                                                                         | 54315    |
| 157 | Укупно насељених приватних кућа                                                                  | 54432    |
| 158 | Ненасељене приватне куће                                                                         | 8962     |
| 159 | Појединачна домаћинства за привремену употребу                                                   | 3029     |
| 160 | Становници у насељеним приватним кућама                                                          | 202087   |
| 161 | Насељеност станара у приватним становима                                                         | 3.72     |
| 162 | Просечно становника по соби у приватним насељеним домаћинствима                                  | 1.13     |
| 163 | Појединачна домаћинства са подовима од различитих материјала од земље                            | 49899    |
| 164 | Појединачна домаћинства у приземљу                                                               | 4112     |
| 165 | Појединачна домаћинства са једном спаваћом собом                                                 | 21144    |
| 166 | Појединачна домаћинства са две спаваће собе и више                                               | 32983    |
| 167 | Појединачна домаћинства са једним собом                                                          | 7978     |
| 168 | Појединачна домаћинства са две собе                                                              | 9919     |
| 169 | Појединачна домаћинства са 3 собе и више                                                         | 36113    |
| 170 | Појединачна домаћинства која имају електрично светло                                             | 53778    |
| 171 | Појединачна домаћинства која немају електрично светло                                            | 346      |
| 172 | Појединачна домаћинства која имају водоводну воду у стамбеном простору                           | 43389    |
| 173 | Појединачна домаћинства која немају водоводну воду у стамбеном простору                          | 10667    |
| 174 | Појединачна домаћинства која имају тоалет                                                        | 53753    |
| 175 | Појединачна домаћинства која имају канализацију                                                  | 53675    |
| 176 | Појединачна домаћинства која немају канализацију                                                 | 352      |
| 177 | Појединачна домаћинства која имају електрично светло, довод воде из јавне мреже и канализацију   | 43117    |
| 178 | Појединачна домаћинства без икаквих услова                                                       | 804      |
| 179 | Појединачна домаћинства која имају радио                                                         | 42618    |
| 180 | Појединачна домаћинства која имају телевизор                                                     | 51575    |
| 181 | Појединачна домаћинства која имају фрижидер                                                      | 47283    |
| 182 | Појединачна домаћинства која имају машину за веш                                                 | 31346    |
| 183 | Појединачна домаћинства која имају аутомобил или комби                                           | 17090    |
| 184 | Појединачна домаћинства која имају рачунар                                                       | 15643    |
| 185 | Појединачна домаћинства која имају фиксну телефонску линију                                      | 18146    |
| 186 | Појединачна домаћинства која имају мобилни телефон                                               | 36186    |
| 187 | Појединачна домаћинства која имају приступ интернету                                             | 10312    |
| 188 | Величина локације                                                                                | 11       |